# Zanesville (Indiana)
Zanesville é uma cidade  localizada no estado americano de Indiana, no Condado de Allen e Condado de Wells.

## Demografia
Segundo o censo americano de 2000, a sua população era de 602 habitantes.
Em 2006, foi estimada uma população de 602, um aumento de 0 (0.0%).

## Geografia
De acordo com o United States Census Bureau tem uma área de
1,9 km², dos quais 1,9 km² cobertos por terra e 0,0 km² cobertos por água. Zanesville localiza-se a aproximadamente 247 m acima do nível do mar.

## Localidades na vizinhança
O diagrama seguinte representa as localidades num raio de 20 km ao redor de Zanesville.